# Glochidion mop
Glochidion mop är en emblikaväxtart som beskrevs av Airy Shaw. Glochidion mop ingår i släktet Glochidion och familjen emblikaväxter. Inga underarter finns listade i Catalogue of Life.